# ServiceNow

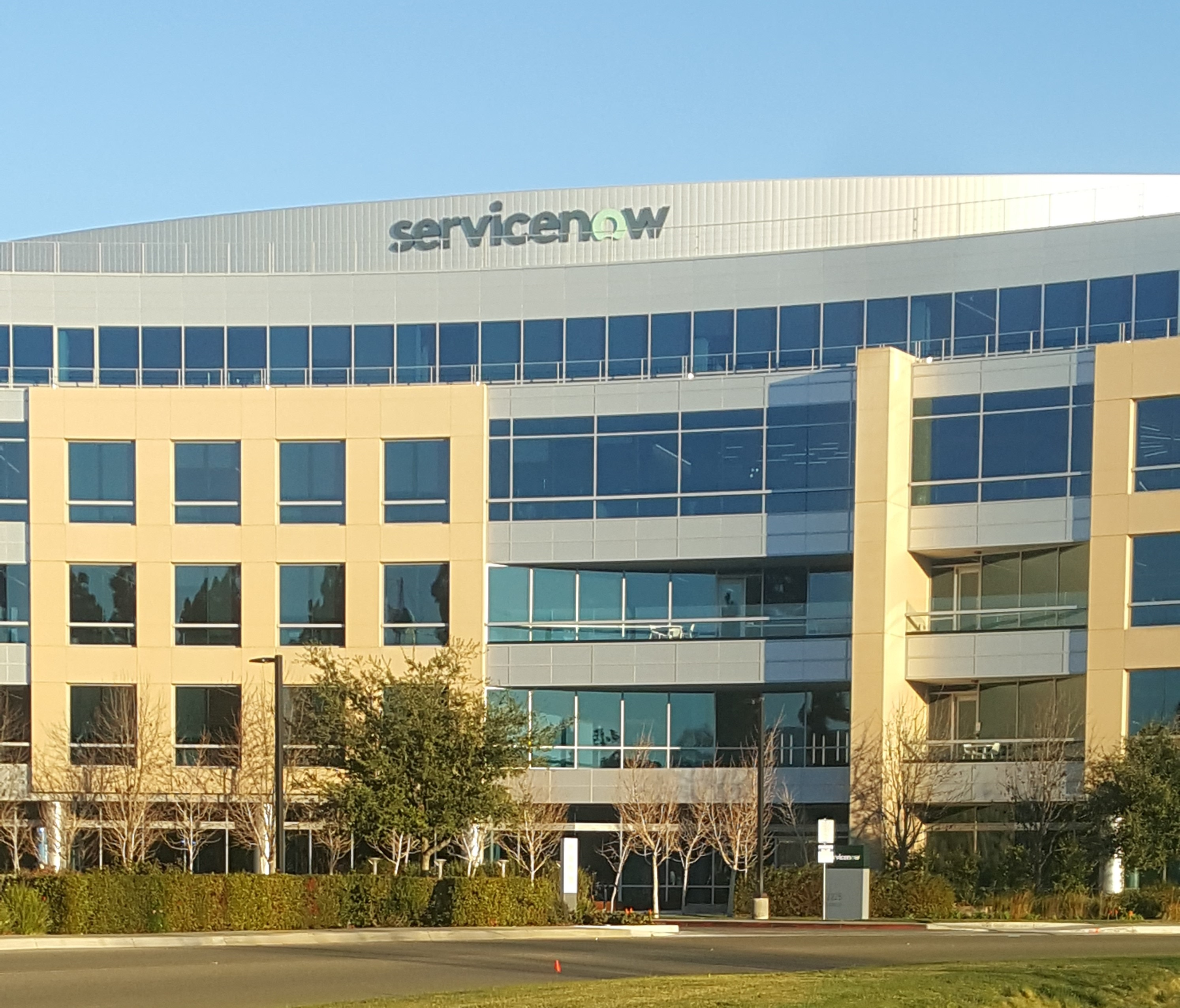
Sede de ServiceNow en Santa Clara, California

ServiceNow es una compañía norteamericana de servicios en la nube con sede en Santa Clara, California. La fundó Fred Luddy en 2004 y cotiza en la Bolsa de Nueva York, siendo parte de los índices Russel 1000 y S&P 500.

## Historia
Fred Luddy fundó ServiceNow con el nombre de Glidesoft Inc en 2003. Fred fue el director técnico de las empresas de aplicaciones Peregrine Systems y Remedy Corporation. En 2004, la empresa fundó su sede en California. Luddy antes había trabajado como director de tecnología para Peregrine Systems, empresa con sede en San Diego, CA, hasta 2002. La meta principal de la creación de la compañía fue ofrecer los mismos servicios, que hacía la fallida Peregrine Systems.

## Modelo de negocio
ServiceNow ofrece aplicaciones informáticas y provee el apoyo técnico para las operaciones de TI de grandes compañías incluyendo el desarrollo de servicio de punto de ayuda. El negocio de la empresa gira alrededor de los eventos operacionales de TI de “incidencia, problema y cambio”. Su modelo de negocio se basa en las mensualidades por usuario o vaga con costo mensual a partir de US$100.